# پرو (ایلینوی)
پرو، ایلینوی (به انگلیسی: Peru, Illinois) یک شهر در ایالات متحده آمریکا با جمعیت ۱۰٬۲۹۵ نفر است که در ایلی‌نوی واقع شده‌است.

## موقعیت جغرافیایی
موقعیت جغرافیایی شهرها و مناطق اطراف به شرح زیر است: